# Saint-Martin-la-Garenne
Pour les articles homonymes, voir Saint-Martin.
Saint-Martin-la-Garenne est une commune française située dans le département des Yvelines en région Île-de-France. Elle appartient au parc naturel régional du Vexin Français.
Ses habitants sont appelés les Saint-Martinois.

## Géographie

### Localisation
Saint-Martin-la-Garenne, commune du Vexin français, est située dans une boucle de la Seine, sur la rive droite du fleuve, à huit kilomètres au nord-ouest de Mantes-la-Jolie, dans le nord-ouest des Yvelines, à la limite du Val-d'Oise.

### Communes limitrophes
Les communes limitrophes en sont Vétheuil (Val-d'Oise) au nord, Follainville-Dennemont au sud-ouest, Guernes au sud, Méricourt et Mousseaux-sur-Seine à l'ouest, Moisson au nord-ouest, ces trois dernières communes étant situées sur l'autre rive de la Seine.

### Relief et géologie
Le territoire communal est établi dans une convexité de la Seine et se partage entre une partie élevée, environ 150 mètres d'altitude sur le bord du plateau du Vexin, et une autre partie, vers l'ouest, plus vaste constituée par la plaine alluviale du fleuve, en pente légère vers l'ouest entre 50 et 20 mètres d'altitude. C'est un territoire essentiellement rural (à 95 %), boisé pour environ la moitié de sa superficie. Il comprend la plus grande partie de l'île Saint-Martin située dans le nord de la commune. Dans l'ouest, en bord de Seine se trouvent de grandes étendues d'eau correspondant à d'anciennes sablières.

### Voies de communication et transports
La commune est desservie par la route départementale D 147 reliant Mantes-la-Jolie à Vétheuil.
Elle est traversée dans sa partie nord-est par un sentier de grande randonnée, le GR 2.

### Climat
Pour des articles plus généraux, voir Climat de l'Île-de-France et Climat des Yvelines.
En 2010, le climat de la commune est de type climat océanique dégradé des plaines du Centre et du Nord, selon une étude du CNRS s'appuyant sur une série de données couvrant la période 1971-2000. En 2020, Météo-France publie une typologie des climats de la France métropolitaine dans laquelle la commune est exposée à un climat océanique et est dans la région climatique Sud-ouest du bassin Parisien, caractérisée par une faible pluviométrie, notamment au printemps (120 à 150 mm) et un hiver froid (3,5 °C).
Pour la période 1971-2000, la température annuelle moyenne est de 10,6 °C, avec une amplitude thermique annuelle de 14,3 °C. Le cumul annuel moyen de précipitations est de 693 mm, avec 10,8 jours de précipitations en janvier et 7,9 jours en juillet. Pour la période 1991-2020, la température moyenne annuelle observée sur la station météorologique la plus proche, située sur la commune de Magnanville à 8 km à vol d'oiseau, est de 11,6 °C et le cumul annuel moyen de précipitations est de 641,5 mm,. Pour l'avenir, les paramètres climatiques de la commune estimés pour 2050 selon différents scénarios d'émission de gaz à effet de serre sont consultables sur un site dédié publié par Météo-France en novembre 2022.

## Urbanisme

### Typologie
Au 1er janvier 2024, Saint-Martin-la-Garenne est catégorisée bourg rural, selon la nouvelle grille communale de densité à sept niveaux définie par l'Insee en 2022.
Elle est située hors unité urbaine. Par ailleurs la commune fait partie de l'aire d'attraction de Paris, dont elle est une commune de la couronne,. Cette aire regroupe 1 929 communes,.

### Occupation des solssimplifiée
Le territoire de la commune se compose en 2017 de 90,71 % d'espaces agricoles, forestiers et naturels, 2,01 % d'espaces ouverts artificialisés et 7,26 % d'espaces construits artificialisés.
L'habitat est réparti entre le village, installé au pied du versant est, et le hameau de Sandrancourt qui se trouve plus à l'ouest en bord de Seine, à environ trois kilomètres du village.

### Occupation des sols détaillée
Le tableau ci-dessous présente l'occupation des sols de la commune en 2018, telle qu'elle ressort de la base de données européenne d’occupation biophysique des sols Corine Land Cover (CLC).
| Type d’occupation                             | Pourcentage | Superficie (en hectares) |
| --------------------------------------------- | ----------- | ------------------------ |
| Tissu urbain discontinu                       | 2,6 %       | 42                       |
| Extraction de matériaux                       | 3,4 %       | 54                       |
| Terres arables hors périmètres d'irrigation   | 23,7 %      | 378                      |
| Vergers et petits fruits                      | 3,9 %       | 63                       |
| Prairies et autres surfaces toujours en herbe | 2,1 %       | 33                       |
| Systèmes culturaux et parcellaires complexes  | 5,3 %       | 85                       |
| Forêts de feuillus                            | 40,3 %      | 643                      |
| Forêt et végétation arbustive en mutation     | 8,0 %       | 128                      |
| Cours et voies d'eau                          | 5,6 %       | 89                       |
| Plans d'eau                                   | 5,1 %       | 82                       |
| Source : Corine Land Cover                    |             |                          |

## Toponymie
Le nom de la localité est attesté sous les formes Sanctus Martinus en 1101, Saint Martin la Garenne en 1793.
L'hagiotoponyme est dédié à saint Martin de Tours ; « garenne »  (parc à gibier), désigne une lande (terme dérivé du latin médiéval warenna).

## Histoire
- Site habité dès la Préhistoire jusqu'à l'époque mérovingienne.

Une sépulture de la culture campaniforme datée environ de 2 200 ans avant J.-C. a été découverte dans la commune,.
Des vestiges préhistoriques ont été découverts en 2021 dans une future carrière du groupe Lafarge.
- Le village dépendit de l'abbaye du Bec-Hellouin à partir du XIe siècle, puis fut une seigneurie rattachée au seigneur de la Roche-Guyon avant d'être érigée en commune à la Révolution.

## Politique et administration

### Liste des maires
| Période                                  | Période  | Identité             | Étiquette | Qualité |
| ---------------------------------------- | -------- | -------------------- | --------- | ------- |
| Les données manquantes sont à compléter. |          |                      |           |         |
| 1971                                     | 1995     | Jacqueline Le Bouter |           |         |
| mars 1995                                | 2010     | Marcel Ferry         |           |         |
| 2010                                     | 2014     | Pierre Roux          |           |         |
| 2014                                     | En cours | Stephan Champagne    | SE        |         |

### Instances administratives et judiciaires
La commune de Saint-Martin-la-Garenne appartient au canton de Limay et est rattachée à la communauté urbaine Grand Paris Seine et Oise (GPS&O).
Sur le plan électoral, la commune est rattachée à la huitième circonscription des Yvelines, circonscription mi-rurale, mi-urbaine du nord-ouest des Yvelines centrée autour de la ville de Mantes-la-Jolie.
Sur le plan judiciaire, Saint-Martin-la-Garenne fait partie de la juridiction d’instance de Mantes-la-Jolie et, comme toutes les communes des Yvelines, dépend du tribunal de grande instance ainsi que de tribunal de commerce sis à Versailles,.

## Population et société

### Démographie

#### Évolution démographique
L'évolution du nombre d'habitants est connue à travers les recensements de la population effectués dans la commune depuis 1793. Pour les communes de moins de 10 000 habitants, une enquête de recensement portant sur toute la population est réalisée tous les cinq ans, les populations de référence des années intermédiaires étant quant à elles estimées par interpolation ou extrapolation. Pour la commune, le premier recensement exhaustif entrant dans le cadre du nouveau dispositif a été réalisé en 2004.

En 2022, la commune comptait 947 habitants, en évolution de −5,58 % par rapport à 2016 (Yvelines : +2,72 %, France hors Mayotte : +2,11 %).
| 1793 | 1800 | 1806 | 1821 | 1831 | 1836 | 1841 | 1846 | 1851 |
| ---- | ---- | ---- | ---- | ---- | ---- | ---- | ---- | ---- |
| 870  | 775  | 879  | 877  | 800  | 768  | 750  | 708  | 692  |

| 1856 | 1861 | 1866 | 1872 | 1876 | 1881 | 1886 | 1891 | 1896 |
| ---- | ---- | ---- | ---- | ---- | ---- | ---- | ---- | ---- |
| 604  | 597  | 569  | 498  | 498  | 490  | 470  | 482  | 475  |

| 1901 | 1906 | 1911 | 1921 | 1926 | 1931 | 1936 | 1946 | 1954 |
| ---- | ---- | ---- | ---- | ---- | ---- | ---- | ---- | ---- |
| 447  | 429  | 417  | 350  | 366  | 349  | 338  | 292  | 328  |

| 1962 | 1968 | 1975 | 1982 | 1990 | 1999 | 2004 | 2006 | 2009 |
| ---- | ---- | ---- | ---- | ---- | ---- | ---- | ---- | ---- |
| 370  | 360  | 488  | 627  | 654  | 740  | 795  | 809  | 908  |

| 2014 | 2019 | 2022 | - | - | - | - | - | - |
| ---- | ---- | ---- | - | - | - | - | - | - |
| 986  | 928  | 947  | - | - | - | - | - | - |

#### Pyramide des âges
En 2018, le taux de personnes d'un âge inférieur à 30 ans s'élève à 32,6 %, soit en dessous de la moyenne départementale (38 %). À l'inverse, le taux de personnes d'âge supérieur à 60 ans est de 26,6 % la même année, alors qu'il est de 21,7 % au niveau départemental.
En 2018, la commune comptait 468 hommes pour 484 femmes, soit un taux de 50,84 % de femmes, légèrement inférieur au taux départemental (51,32 %).
Les pyramides des âges de la commune et du département s'établissent comme suit.
| Hommes | Classe d’âge | Femmes |
| ------ | ------------ | ------ |
| 0,4    | 90 ou +      | 0,6    |
| 6,1    | 75-89 ans    | 7,6    |
| 18,6   | 60-74 ans    | 19,7   |
| 24,1   | 45-59 ans    | 21,2   |
| 19,1   | 30-44 ans    | 17,2   |
| 12,9   | 15-29 ans    | 15,5   |
| 18,6   | 0-14 ans     | 18,2   |

| Hommes | Classe d’âge | Femmes |
| ------ | ------------ | ------ |
| 0,6    | 90 ou +      | 1,4    |
| 6      | 75-89 ans    | 7,8    |
| 13,5   | 60-74 ans    | 14,8   |
| 20,7   | 45-59 ans    | 20,1   |
| 19,6   | 30-44 ans    | 19,9   |
| 18,5   | 15-29 ans    | 16,8   |
| 21,2   | 0-14 ans     | 19,2   |

## Économie
- Agriculture.
- Habitat résidentiel.
- Sablières sur les communes de Guernes et Saint-Martin-la-Garenne, exploitées par la compagnie des sablières de la Seine (CSS, groupe Lafarge). Elles produisent environ 650 000 t de sable[29].

C'est le site de Sandrancourt qui fournissait chaque année jusqu'en 2016 les 2 000 tonnes de sable de l'opération Paris Plages. Le transport était assuré par voie fluviale au moyen de quatre barges. Ce sable, choisi pour sa finesse (diamètre moyen 0,1 mm) était offert à la commune de Paris par Lafarge qui soignait ainsi son image environnementale.

## Culture locale et patrimoine

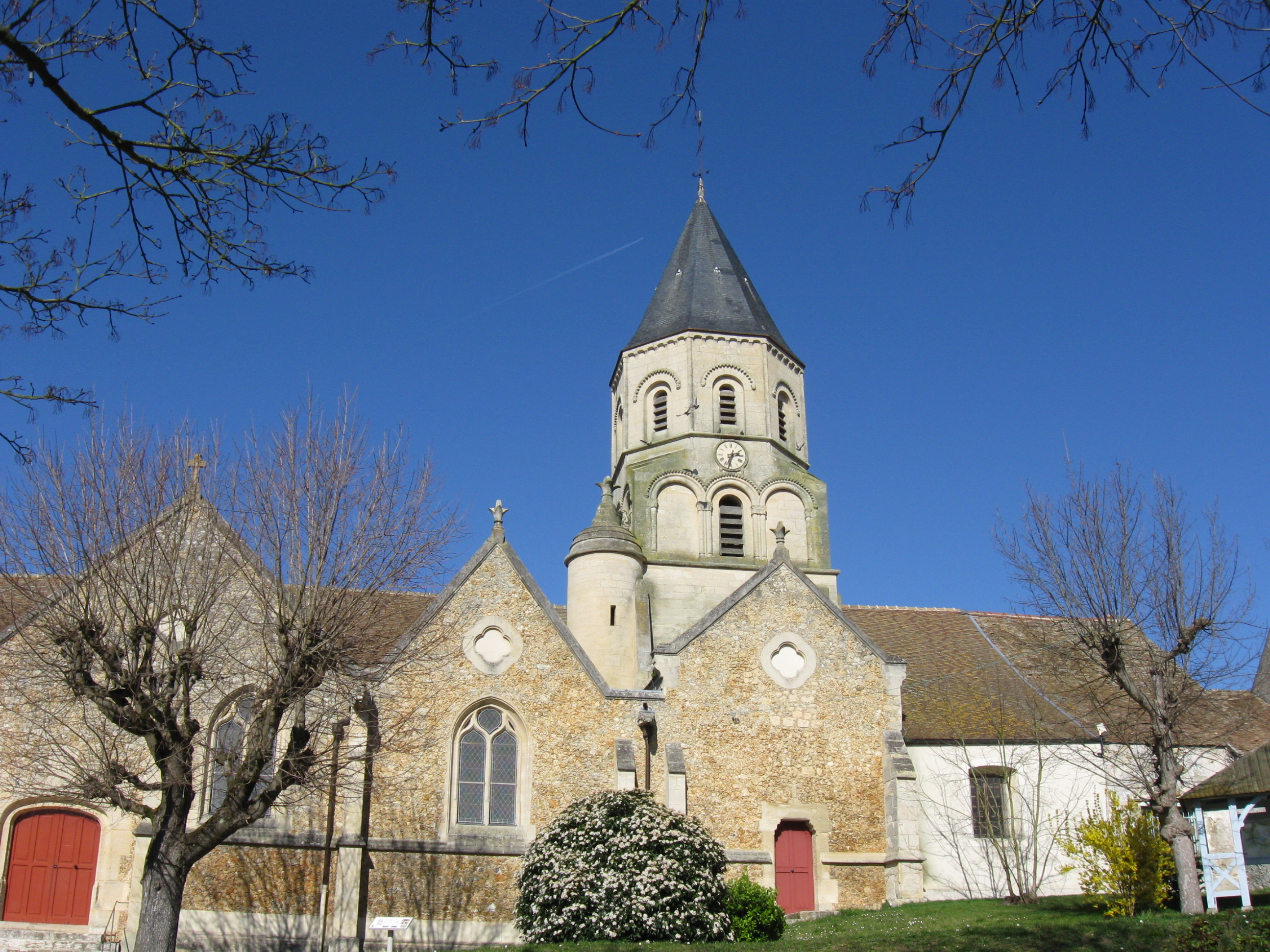
L'église Saint-Martin.

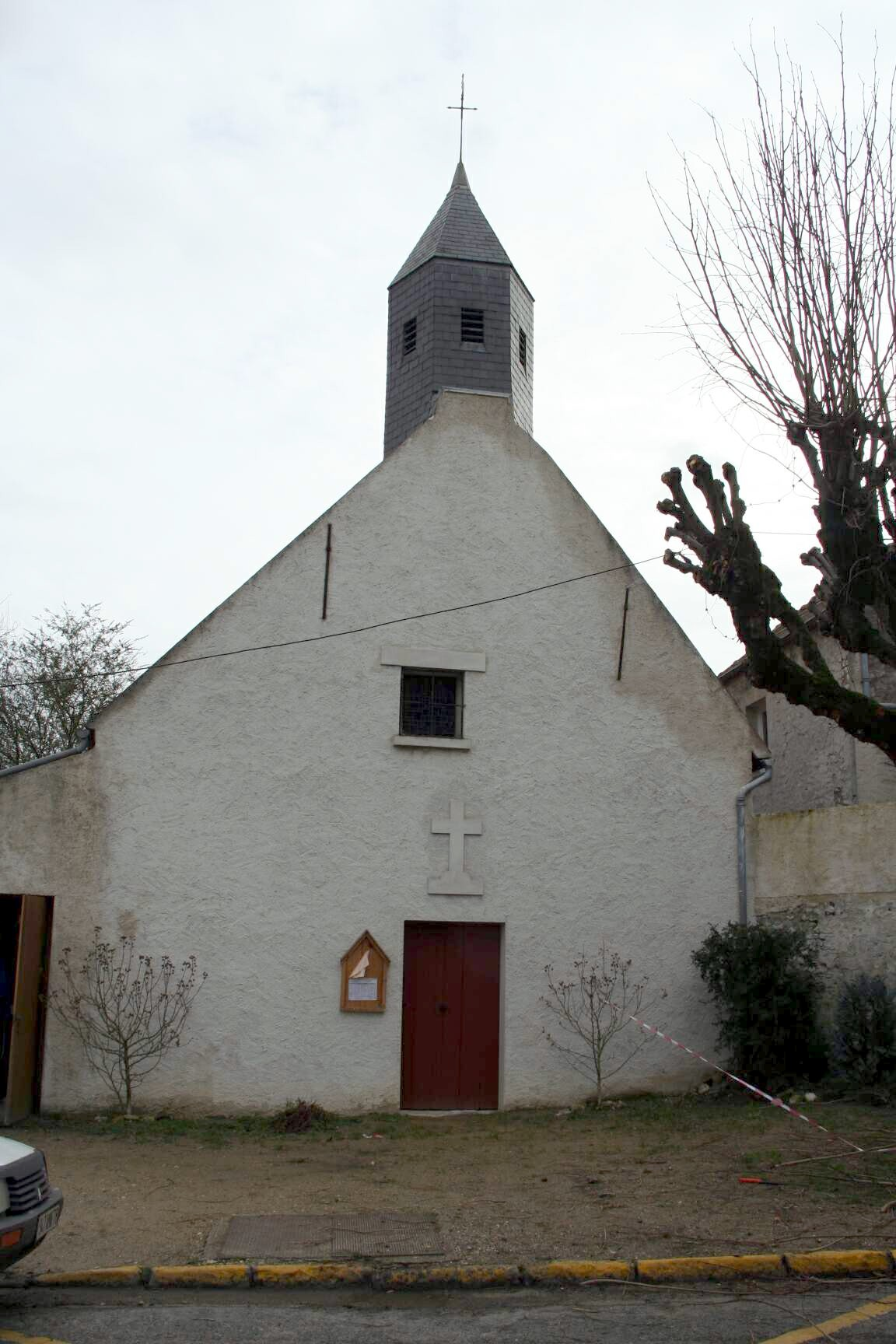
La chapelle de Sandrancourt.

### Lieux et monuments
- Église Saint-Martin.

Église en pierre de taille, de style roman, datant du XIIe siècle, elle fut fortement restaurée en 1873. Le clocher, couronné d'une flèche à huit pans couverte d'ardoises, se compose d'une tour carrée à deux étages surmontée d'un étage octogonal à huit ouvertures en plein cintre.
- Chapelle Sainte-Anne, située à Sandrancourt (XVIIe siècle).

### Patrimoine naturel
Situé dans le parc régional du Vexin français, Saint-Martin est bordé au nord, au sud par la forêt du Chesnay. Dominant le village, une butte dénommée "les glaisières", présente un étonnant micro-environnement aux allures méditerranéennes (pins, épineux...), dû à son sol glaiseux. Les coteaux de la Seine, en bordure des bois, sont riches en faune et en flore. On peut y observer, à l'aube ou en fin de journée, des cervidés.
Vers Sandrancourt, la partie du site des sablières dont l'exploitation est terminée est progressivement remise en valeur. Le choix a été fait sur 80 ha de le planter en boisement naturel, en prairie et en landes après avoir restitué la terre végétale enlevée à l'origine.
Sur un espace de 1,5 ha une collection botanique a été constituée ; elle reconstitue 15 milieux différents, dont des zones humides. Ce site est fermé au public.

### Personnalités liées à la commune
- Clotaire Breton (1910-1995) peintre du Mantois et du Vexin[31].

### Coutume et tradition
Les habitants de Saint-Martin, pays vignoble, passaient pour de fameux buveurs.
Les jours des mariages, à la sortie de l’église, deux hommes s’avançaient vers la mariée, et, croisant leurs mains, ils la portaient en chaise du roi jusqu’à une petite chapelle bâtie au croisement des deux routes. Arrivée à la chapelle, la mariée, toujours assise sur les bras des deux hommes, jurait « de ne jamais aller chercher son mari au cabaret »

### Héraldique
| Blason de Saint-Martin-la-Garenne | Blason  | D'or aux dix billettes couchées de gueules. |
| Blason de Saint-Martin-la-Garenne | Détails | Le blason reprend les armes de la famille des Ver, anciens seigneurs de Saint-Martin-la-Garenne, visibles sur une pierre tombale située dans l'église du village. Le statut officiel du blason reste à déterminer. |